# Eudophasia taenias
Eudophasia taenias är en fjärilsart som beskrevs av Edward Meyrick 1938. Eudophasia taenias ingår i släktet Eudophasia och familjen Plutellidae. Inga underarter finns listade i Catalogue of Life.